# Reginald Oliver Herzog
Reginald Oliver Herzog (* 20. Mai 1878 in Wien, Österreich-Ungarn; † 4. Februar 1935 in Zürich) war ein österreichischer Physiko-Chemiker.

## Leben
Reginald Oliver Herzog war ein Sohn des Journalisten Jakob Herzog (1842–1915) und jüngerer Bruder des Romanisten Eugen Herzog. Er begann 1897 sein Chemie-Studium an der TH Wien, das er 1901 mit einer Promotion  (Über einige Condensationsproducte von Isobutyraldehyd mit o-Oxybenzaldehyd und o-Nitrobenzaldehyd) bei Adolf Lieben ab. Über die TH Karlsruhe und Berlin kam er als ordentlicher Professor für Biochemie 1912 an die deutsche TH Prag. Im Ersten Weltkrieg nahm er Kontakt zu Fritz Haber in Berlin auf und arbeitete in einer Arbeitsgruppe, die Material für Gasmasken erprobte.
Ab 1. Januar 1920 übernahm er in Berlin-Dahlem die Leitung des Kaiser-Wilhelm-Instituts für Faserstoffchemie der Kaiser-Wilhelm-Gesellschaft und wurde „Wissenschaftliches Mitglied“ der Kaiser-Wilhelm-Gesellschaft. Das Institut sollte die Eigenschaften von Textilfasern untersuchen, um den im Ersten Weltkrieg deutlich werdenden Mangel an Textilien zu beheben. Herzog konzentrierte sich auf physikalische Analyseverfahren. Schon 1920 gelang ihm mit dem Debye-Scherrer-Verfahren  erstmals der Nachweis, dass Zellulose eine kristalline Struktur besitzt. Mit seinen Mitarbeitern Michael Polanyi, Karl Weissenberg und Hermann Mark gelang ihm mit der Faserbeugung die Strukturaufklärung vieler Textilfasern, auch von Metalldrähten. Nach 1933 mussten sie emigrieren.
Herzog wurde am 1. Oktober 1933 gezwungen, durch das Gesetz zur Wiederherstellung des Berufsbeamtentums mit 55 Jahren in den Ruhestand zu gehen. Im Exil in der Türkei begann Herzog einen Neuanfang, er wurde in Istanbul wieder zum Professor für Technische Chemie ernannt. Sein erfolgreiches Institut, das überwiegend von der Textilindustrie finanziert worden war, musste 1934 wegen Finanzmangels geschlossen werden. Die Situation machte Herzog so depressiv, dass er 1935 bei einem Aufenthalt in Zürich Suizid beging.